# Atheta bakeri
Atheta bakeri är en skalbaggsart som beskrevs av Max Bernhauer 1909. Atheta bakeri ingår i släktet Atheta och familjen kortvingar. Inga underarter finns listade i Catalogue of Life.